# Доспат (село)
Вижте пояснителната страница за други значения на Доспат.
Доспат (на гръцки: Πρινότοπος, Принотопос, до 1927 година Δοσπάτ, Доспат) е обезлюдено село в Гърция, намиращо се на територията на дем Просечен, област Източна Македония и Тракия.

## География
Селото се намирало в южните склонове планината Щудер, непосредствено до Нови Калапот (Ангитис) и северозападно от Просечен (Просоцани).

## История
В XIX век Доспат е турско юрушко село в Османската империя. На практика е една от петте махали на Чали Баши. След като Доспат попада в Гърция в 1913 година, по силата на Лозанския договор в 1923 година жителите на селото са изселени в Турция и в селото са заселени 20-ина бежански семейства със 70 души. През 30-те години е слято с Нови Калапот.
| Година    | 1913 | 1920 | 1928 | 1940 | 1951 | 1961 | 1971 | 1981 | 1991 | 2001 | 2011 | 2021 |
| --------- | ---- | ---- | ---- | ---- | ---- | ---- | ---- | ---- | ---- | ---- | ---- | ---- |
| Население | 340  | 256  | 70   |      |      |      |      |      |      |      |      |      |